# 大同和平解放谈判旧址
大同和平解放谈判旧址是一座近现代重要史迹及代表性建筑，位于山西省大同市平城区水泊寺乡西坟村。
1949年4月29日，国共和谈双方代表在水泊寺乡西坟村村民郭海的农家大院里进行和谈。5月1日，大同和平解放。
2011年10月24日，大同和平解放谈判旧址列为大同市文物保护单位。2021年8月4日，大同和平解放谈判旧址公布为第六批山西省文物保护单位，编号6-282，分类近现代重要史迹及代表性建筑，时代为1949年